# Bader el-Amine
Bader el-Amine (* 21. Januar 1984) ist ein ehemaliger marokkanischer Hürdenläufer, der sich auf die 400-Meter-Distanz spezialisiert hat.

## Sportliche Laufbahn
Erste internationale Erfahrungen sammelte Bader el-Amine im Jahr 2001, als er bei den Jugendweltmeisterschaften in Debrecen mit 53,87 s im Halbfinale über 400 m Hürden ausschied. 2003 siegte er bei den Juniorenafrikameisterschaften in Garoua in 51,57 s über 400 m Hürden und gewann im 110-Meter-Hürdenlauf in 14,95 s die Bronzemedaille. Im Jahr darauf belegte er bei den Panarabischen Spielen in Algier in 51,47 s den achten Platz über 400 m Hürden und 2005 gelangte er bei den erstmals ausgetragenen Islamic Solidarity Games in Mekka mit 52,47 s auf den sechsten Platz. Anschließend belegte er bei den Mittelmeerspielen in Almería in 50,84 s den fünften Platz und wurde dann wegen eines Dopingverstoßes mit einer Wettkampfsperre belegt. 2008 belegte er bei den Afrikameisterschaften in Addis Abeba in 50,57 s den fünften Platz und 2010 beendete er seine aktive sportliche Karriere im Alter von 26 Jahren.
In den Jahren von 2008 bis 2010 wurde al-Amine marokkanischer Meister im 400-Meter-Hürdenlauf. 